# شهرة (مسلسل جزائري)
شهرة مسلسل اجتماعي جزائري من إنتاج التلفزيون الجزائري، وإخراج بشير بلحاج.

## القصة
تدور أحداث المسلسل حول شهرة (لمياء زوبير) التي تطمح أن تكون في سلك القضاء. تقطن وعائلتها المتكونة من الأم، الأب، الأخت ياسمين والأخ مجيد في الجزائر العاصمة، وفي أحد الأيام يتلقون زيارة قريبها «فايز» الذي يأتي من مدينة بجاية لمواصلة دراسته في مجال الطب بالعاصمة فيغرم بشهرة التي لا تبادله الشعور، والتي تكرهه وتلقبه بفتى الريف. على غرار ياسمين (بشرى عقبي) الإخت الصغرى التي تهوى الفن والموسيقى التي تكون مغرمة بفايز طوال أحداث المسلسل. تتطور أحداث المسلسل ليصبح فايز طبيبا وينتقل للعيش وحده، وفي إحدى المرات تصاب شهرة بحادث سير تنتقل من خلاله إلى المستشفى، ويتطلب الأمر عملية جراحية، والصدفة تكون في أن فايز يكون المشرف على العملية لكن يبقي الأمر سرا على عائلة شهرة إلى غاية أن يقوم فايز بزيارة منزل عمه (أب شهرة) ومن غير قصد يسألها على صحتها بعد العملية لتتفاجئ العائلة بسماع فايز للخبر، تمر الأحداث ويخبر فايز بيت عمه بإنه سيأتي لطلب يد ابنتهم دون ذكر اسمها، الأمر الذي يفرح شهرة التي أصبحت تحب فايز بعدما صار طبيبا، ويصدم ياسمين التي تحب فايز على طبيعة وقبل أن يصبح طبيبا. تبدأ شهرة بتجهيز متطلبات الخطوبة والفستان الذي تلبسه، ليأتي بعدها فايز وعائلته لحفل الخطوبة، وفي الوقت الذي تحضر شهرة فيه القهوة تقول أمها (بهية راشدي) لأم فايز بأن شهرة سعيدة جدا لحضوركم لخطوبتها، لترد عليها أم فايز بأنهم أتوا لخطوبة ياسمين وليس شهرة لتسعد بعدها ياسمين ويقيمون العرس. تندم شهرة وتستسلم لواقعها وتتزوج برجل أرمل. بعد هذه الأحداث يكتشف الأخ مجيد بأنه ليس ابنه العائلة ويقوم بالبحث عن أمه الحقيقية ليجدها في نهاية المسلسل. حقق المسلسل نجاحا واسعا في الجزائر.

## الممثلون حسب البطولة
- بهية راشدي -الأم: الطاوس
- عبد القادر تاجر -الأب: بشير
- حسين بعوالي -فايز
- بشرى عقبي -ياسمين
- لمياء زوبير -شهرة
- فضيلة أوعبد السلام -يامنة
- سيدعلي سعدي -مجيد